# Obiect de cer profund

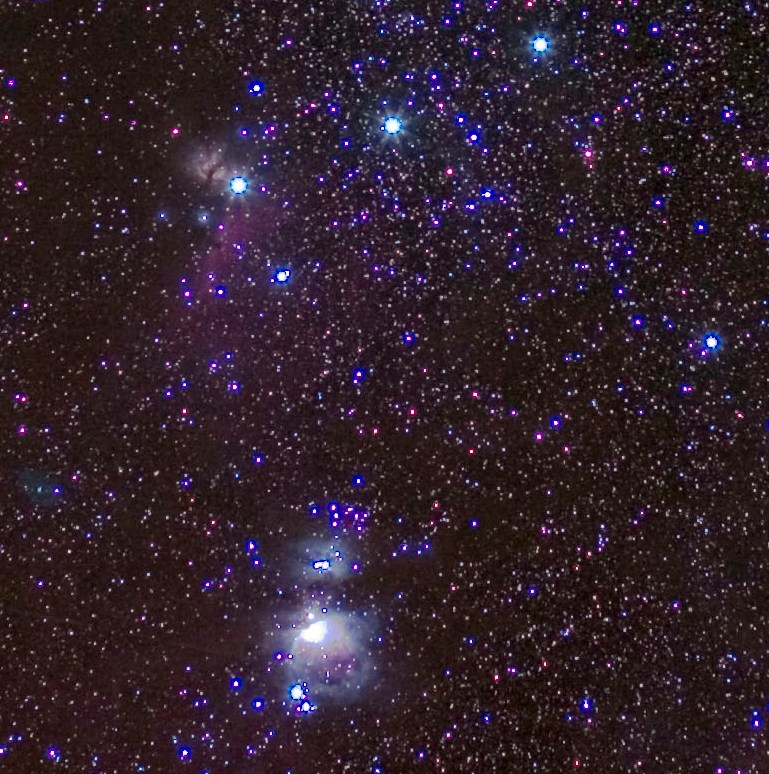
Mai multe nebuloase din constelația Orion, denumite în mod obișnuit obiecte de cer profund

În astronomie, obiecte de cer profund (din engleză deep-sky object) sunt obiecte ale cerului nocturn altele decât cele ale Sistemului Solar (planetele, cometele și asteroizii), stelele simple și stelele multiple.
În general aceste obiecte nu sunt vizibile cu ochiul liber, însă cele mai strălucitoare dintre ele pot fi văzute cu un mic telescop sau chiar cu un binoclu bun.
Aceste obiecte sunt următoarele:
- Roiuri de stele
  - Roiuri deschise
  - Roiuri globulare
- Nebuloase
  - Nebuloase difuze
    - Nebuloase de emisie
    - Nebuloase de reflexie

  - Nebuloase planetare
  - Nebuloase obscure
- Galaxii
- Roiuri de galaxii
- Quasari

Catalogul Messier grupează 110 din aceste obiecte, iar New General Catalogue conține aproape 8.000 de obiecte.
Aceste cataloage cât și altele mai specializate, așa cum este Uppsala General Catalogue, sunt acum folosite mai ales de astronomii amatori ca simpe colecții de obiecte de observat sau pentru testarea echipamentelor și abilitatea lor de observare.
Maratonul Messier constă în observarea într-o singură noapte a celor 110 obiecte din catalog, lucru posibil doar în lunile martie și aprilie. În aceeași idee, dar mult mai dificil și destinat unor telescoape mai mari, există testul Herschel's 400; este vorba despre observarea unei selecții de 400 de obiecte  care provin din catalogul compilat de William Herschel.